# Hrvatsko mjeriteljsko društvo
Hrvatsko mjeriteljsko društvo (HMD) hrvatska je nedržavna neprofitna udruga čiji su članovi fizičke i pravne osobe koje se bave ili se zanimaju za mjerenja. Strukovna je udruga 300 pojedinaca i pridruženih laboratorija i poduzeća. Radi na poboljšanju mjeriteljske infrastrukture u Hrvatskoj i njezine prilagodbe europskoj praksi.

## Povijest
Osnovano je 1980. pod imenom Mjeriteljsko društvo Hrvatske kao međustrukovno društvo tadašnjega Saveza inženjera i tehničara Hrvatske. Od 1992. djeluje pod sadašnjim nazivom, kao član Hrvatskog inženjerskog saveza.

## Glasila
Od 1983. izdaje glasilo Izvještaji, vijesti i poruke. Godine 1985. počeli su objavljivati Mjeriteljski vjesnik, čiji je glavni urednik Mladen Boršić.
Od 2012. HMD sa suizdavačima Državnim inspektoratom, Državnim zavodom za mjeriteljstvo, Hrvatskom agencijom za poštu i elektroničke komunikacije, Hrvatskom akreditacijskom agencijom, Hrvatskom gospodarskom komorom, Hrvatskim mjeriteljskim institutom, Hrvatskim zavodom za norme, Centrom za vozila Hrvatske i Plinacrom objavljuje Svijet po mjeri, časopis za mjeriteljstvo, normizaciju, akreditaciju, ocjenjivanje sukladnosti, sigurnost proizvoda. Glavni urednik je Mladen Jakovčić.

## Vanjske poveznice
- Hrvatsko mjeriteljsko društvo
- Facebook
- Državni zavod za mjeriteljstvo  Arhivirana inačica izvorne stranice od 9. siječnja 2017. (Wayback Machine) Časopisi
- Svijet po mjeri  Arhivirana inačica izvorne stranice od 28. svibnja 2017. (Wayback Machine)